# Gustav Hasford
Jerry Gustave Hasford (28 de noviembre de 1947 – 29 de enero de 1993), conocido como «Gustav Hasford» fue un novelista, periodista y poeta estadounidense. Su novela semiautobiográfica Un chaleco de acero (1979) fue la base de la película Full Metal Jacket (1987). También sirvió en el Cuerpo de Marines de los Estados Unidos durante la Guerra de Vietnam.

## Biografía

### Primeros años
Nacido en Russellville, Alabama, Hasford se alistó al Cuerpo de Marines de los Estados Unidos en 1966 y sirvió como corresponsal de combate durante la Guerra de Vietnam. Como periodista militar, escriba historias para la revista Leatherneck, Pacific Estrellas y Rayas, y Sea Tiger. Durante su visita en Vietnam, Hasford fue galardonado con el la medalla de honor de la armada y los marines, ambas con honores, durante la Batalla de Huế en 1968.

### Carrera literaria temprana
Hasford se asoció con varios escritores de ciencia ficción en la década de los setenta (incluyendo Arthur Byron Cover y David J. Skal). Publicó sus trabajos en revistas y antologías como Space and Time y la serie de Orbit de Damon Knight; también publicó el poema, «Bedtime Story», en una edición de Winning Hearts and Minds en 1972, la primera antología sobre la guerra contada por los mismos veteranos; el poema fue reimpreso en Carrying the Darkness en 1985.)

### Primera novela y película
En 1978, Hasford atendió el Milford Writer's Workshop y conoció al veterano escritor de ciencia ficción Frederik Pohl, quien era entonces un editor en Bantam Books. A sugerencia de Pohl, Hasford entregó Un chaleco de acero, y Pohl lo compró prontamente para Bantam.
Un chaleco de acero fue publicado en 1979 y se convirtió en un best-seller, Newsweek lo describió como «El trabajo mejor de ficción sobre la Guerra de Vietnam». Fue adaptado al largometraje Full Metal Jacket (1987), dirigido por Stanley Kubrick, y con el guion escrito por Hasford, Kubrick, y guionista Michael Herr estuvo nominado para un Premio de Academia. Las contribuciones Hasford eran tema de disputa entre el tres, y finalmente Hasford decidió no asistir a la ceremonia del Óscar.

### Cargos por robo de libros
En 1985, Hasford se había apropiado de 98 libros de la biblioteca pública de Sacramento, California y era buscado por hurto. Entonces, en 1988, poco antes de la ceremonia de los Oscars, le fueron impuestos cargos por hurto después de que policía del campus de Universidad Politécnica Estatal de California en San Luis Obispo, California, fueron encontrados cerca de 10,000 libros de biblioteca en su casillero alquilado. Por aquel entonces, tenía 87 pagos atrasados en libros y cinco años en ediciones de la revista Civil War Times sustraídos de la biblioteca de la Universidad Politécnica Estatal de California; los materiales fueron valorados en un valor mayor a $20,000.
La colección de libros de Hasford incluía libros prestados (y nunca devueltos) pertenecientes a docenas de bibliotecas alrededor de los Estados Unidos, incluso de bibliotecas en Australia y el Reino Unido, y, presuntamente, libros tomados de las casas de conocidos. Entre ellos se encontraban ejemplares del siglo XIX de Edgar Allan Poe y la Guerra de Secesión. Hasford también obtuvo privilegios prestados del Cal Poly-SLO para ser considerado un residente de California, utilizando una dirección y un número de seguridad social falsos.
Hasford Inicialmente negó los cargos, pero eventualmente admitió poseer centenares de libros robados y pidió nolo contendere («sin contender») a posesión de propiedad robada. Fue sentenciado a seis meses de cárcel (de los cuales cumplió tres meses) y prometió pagar una restitución a base de los ganancias de sus trabajos futuros.
Hasford reclamó que quería los libros como investigación para un libro nunca publicado acerca de la Guerra de Secesión. Describió sus dificultades como «un despiadado ataque lanzado en contra mía por fanáticos de Mayoría Moral respaldados por el poder del Estado Fascista».

### Segunda y tercera novelas
En 1990, publicó una segunda novela, The Phantom Blooper: A Novel of Vietnam, secuela a Un chaleco de acero. Se pretendía que la novela fuera la segunda entrega de la «Trilogía de Vietnam», pero Hasford murió poco después de completar The Phantom Blooper y antes de escribir la tercera entrega. La novela final de Hasford es A Gypsy Good Time (1992), una historia de detectives, con toques de noir, desarrollada en Los Ángeles.

### Muerte
Hasford, empobrecido y sufriendo a causa de una diabetes sin tratar, se mudó a la isla griega de Egina y falleció debido a un fallo cardíaco el 29 de enero de 1993, a la edad de 45 años.

## Obras
Trilogía de Vietnam
- Un chaleco de acero (1979)
- The Phantom Blooper: A Novel of Vientnam (1990)

Novela única
- A Gypsy Good Time (1992)

## Premios y distinciones
Premios Óscar
| Año  | Categoría                   | Película             | Resultado |
| ---- | --------------------------- | -------------------- | --------- |
| 1988 | Mejor guion basado adaptado | La chaqueta metálica | Nominado  |